# Chacachacare
Chacachacare (anhörenⓘ) ist eine zu Trinidad und Tobago gehörige Insel der Gruppe der Bocas Islands in der Dragon’s Mouth Strait (Bocas del Dragón), die die nördliche Begrenzung des Golf von Paria zum Karibischen Meer hin bilden. Verwaltungstechnisch zählt die Insel Chacachacare zur Region Diego Martin.

## Geographie und Geologie
Chacachacare ist Chaguaramas im Nordwesten der Insel Trinidad vorgelagert. Trinidad ist vom venezolanischen Festland nur durch die Meeresstraße Boca Grande, der breitesten der Bocas del Dragón, getrennt. Die Entfernung zum venezolanischen Festland bei Punta Peñas beträgt 10,7 km und zur Isla de Patos 10,3 km. Von der östlich benachbarten Insel Huevos ist Chacachacare durch die knapp 1300 Meter breite Boca de Navios getrennt.
In der Mitte ist die Insel durch die große Chacachacare Bay im Osten sowie die La Tinta Bay im Westen nahezu zweigeteilt. Nur durch eine 70 Meter breite Landenge sind der Nordteil und der Südteil verbunden. Auf der südwestlichen Landspitze befindet sich ein Salzsee von knapp 1,5 Hektar (etwa zwei Fußballfeldern) Größe. Der See hat eine Salinität von 10–15 %, das Vier- bis Sechsfache des umgebenden Golf von Paria.
Das Gebiet der heutigen Insel Chacachacare war ursprünglich Teil einer Landzunge, deren höher gelegenen Abschnitte heute die venezolanische Halbwinsel Paria und die trinidadische Mittelgebirgskette Northern Range bilden. Erosion und ein Ansteigen des Meeresspiegels führten im Laufe der Zeit zu einer Abtrennung von Chachacare als Insel. Chacachacare besteht im Wesentlichen aus quarzhaltigem Schiefer und Kalkstein.

## Geschichte
Der Fund einer Keramikscherbe im Jahr 1925 deutet darauf hin, dass Chacachacare in prähistorischen Zeiten von Indianervölkern zumindest gelegentlich besucht wurde.
„Entdeckt“ im modernen Sinn wurde die Insel am 12. August 1498 von Christoph Kolumbus im Rahmen seiner dritten Entdeckungsreise. Er gab ihr auf Grund ihrer hufeisenförmigen Küstenlinie den Namen „El Caracol“, die Schnecke. Im 18. Jahrhundert wurde Chacachacare Trinidads Hauptanbaugebiet für Baumwolle. Allein 1783 wurden fast 60 Tonnen des Materials exportiert. Auch Tabak wurde auf der Insel angebaut, die Ende des 18. Jahrhunderts fast komplett gerodet war. 1813 nutzte Santiago Mariño, dessen Eltern auf Chacachacare eine Plantage besaßen, die Insel im Rahmen der Unabhängigkeitskriege um Venezuela als Basis für einen Feldzug gegen das venezolanische Festland.
Ab den 1830er-Jahren diente Chacachacare als Basis für den kommerziellen Walfang. Der Walfang als Wirtschaftsfaktor verstärkte sich noch deutlich, nachdem der Baumwollanbau ab Mitte des 19. Jahrhunderts nicht mehr rentabel war. Bis zu Beginn des 20. Jahrhunderts wurden auf Chacachacare kommerziell Wale zerlegt und weiterverarbeitet. Ab 1922 löste die Insel Cocorite als Leprakolonie Trinidads ab, in der Folge siedelten sich auch die Kranken betreuende Nonnen an, die aus dem Mutterhaus des französischen Zweigs der Dominikanischen Schwestern der heiligen Katharina von Siena in Étrépagny kamen. Die ursprünglichen Bewohner, etwa 350 Fischer und Landwirte, mussten die Insel verlassen. Während des Zweiten Weltkriegs waren ab 1942 zeitweilig bis zu 1000 US-Marines auf der Insel stationiert. In den 1980er-Jahren wurde die Insel nach der Verlagerung der letzten Lepra-Patienten nach Port of Spain und der nachfolgenden Aufgabe der Nonnenquartiere verlassen. Heute dient Chacachacare nur noch als Ausflugsziel für die bei Einheimischen beliebten „down the islands“-Ausflüge, Bootstouren zu den im Nordwesten von Trinidad gelegenen Bocas Islands. Zeitweilig bewohnt wird die Insel nur vom Personal eines Leuchtturms sowie eines Hindutempels. Der Tempel wurde 1945 erbaut. Der Leuchtturm stammt aus dem Jahr 1896, ist 15 Meter hoch und steht auf einem 236 Meter hohem Hügel.
Der US-Immobilientycoon Donald Trump eruierte 1999 im Rahmen der zu dieser Zeit auf Trinidad stattfindenden Miss-Universe-Wahlen die Möglichkeiten zur Errichtung eines Casinos mit angrenzendem Hotel auf der Insel, es blieb allerdings beim Planungsstadium. 2011 wurde eine auf Chacachacare gedrehte Folge der US-amerikanischen TV-Serie Ghost Hunters International ausgestrahlt.

## Flora und Fauna
Eine erste systematische Erschließung der Inselflora erfolgte 1847 durch Hermann Crüger. Der Bewuchs wird durch das trockene Klima auf der Insel geprägt; der Jahresniederschlag beträgt etwa 1100 Millimeter. Große Teile der Insel sind von Trockenwald bedeckt, der in den 1940er-Jahren vom britischen Forstwissenschaftler John Stanley Beard erkundet wurde. In der Bucht im Inneren der Insel wächst der hochgiftige Manchinelbaum, auf den Klippen am südlichen Ufer wachsen Kakteen und Aloen. Überall gibt es verwilderte Baumwollpflanzen sowie „butterwood“ genannte Ebenholzgewächse. 2005 ergab eine Inventur des Trinidad and Tobago Field Naturalists’ Club insgesamt 244 Pflanzenarten aus 73 Familien. Drei Spezies, Maytenus sp., Schaefferia frutescens und Bourreria cumanensis, kommen innerhalb von Trinidad und Tobago nur auf Chacachacare vor.
Auf Chacachacare gibt es eine der wenigen Grausaltator-Populationen Trinidads. Auf der Insel leben außerdem zahlreiche Leguane.

## Galerie

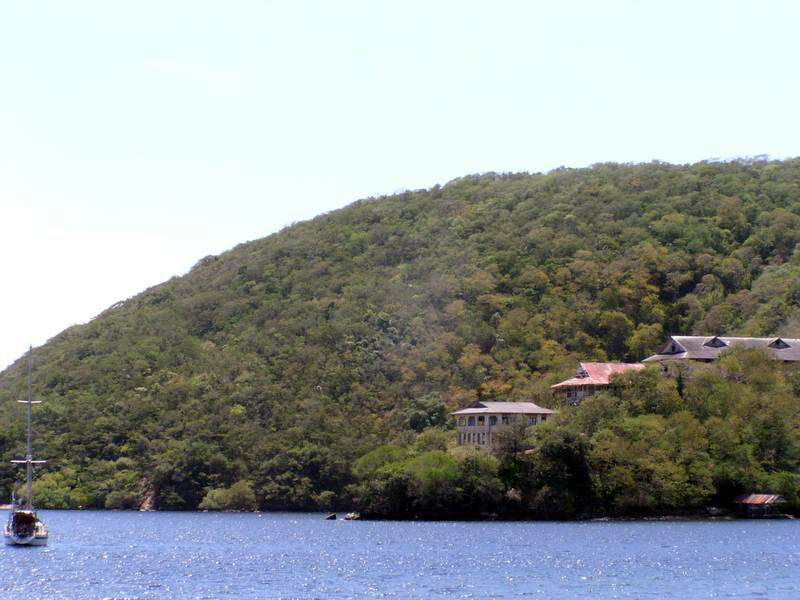
Die alten Nonnen-Quartiere
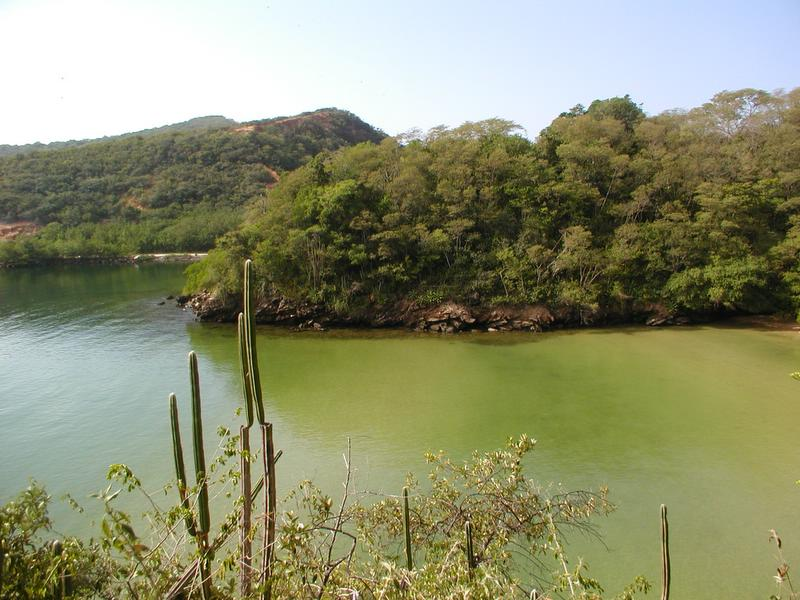
Trockenwald
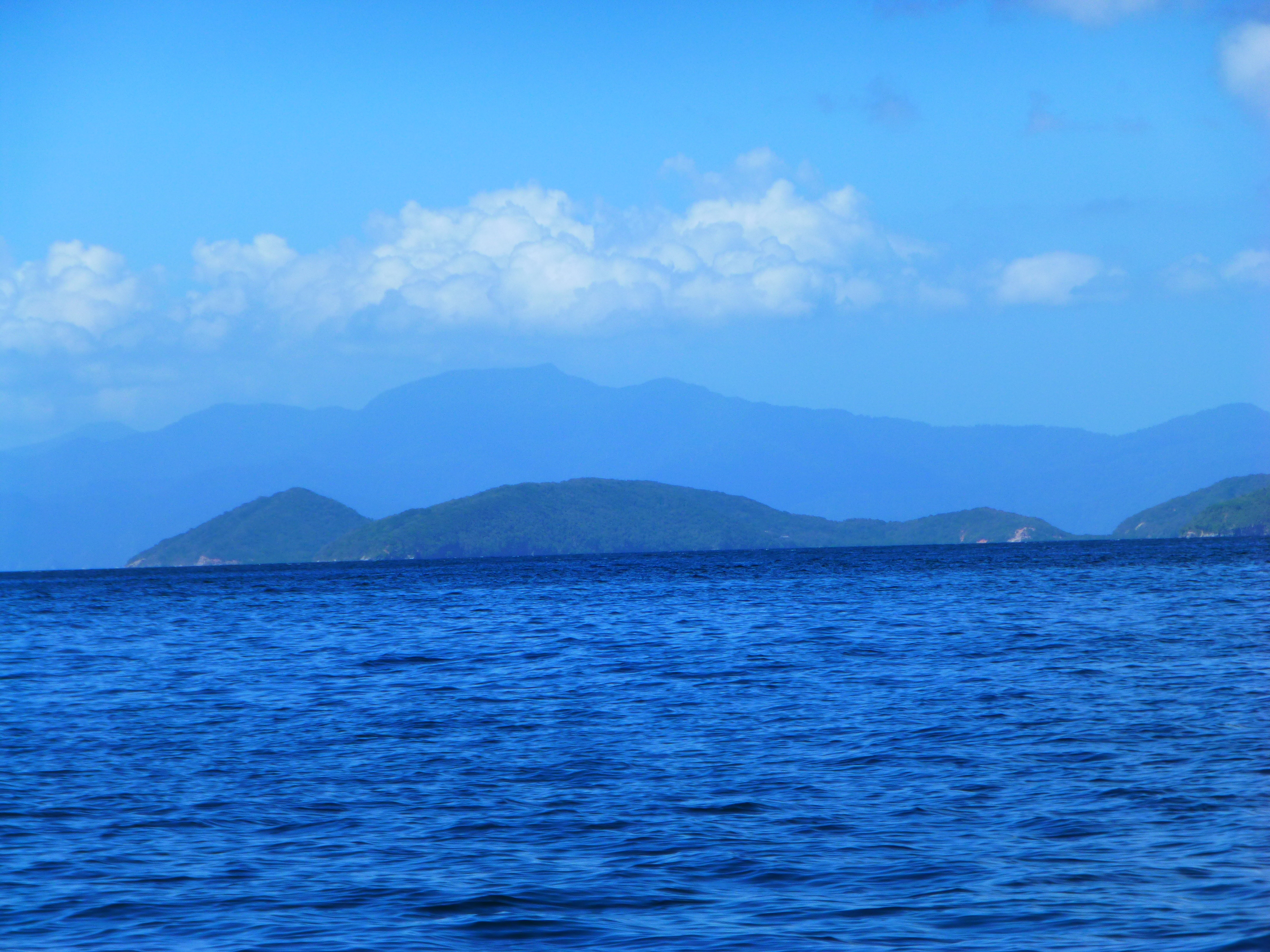
Chacachacare, im Hintergrund Venezuela
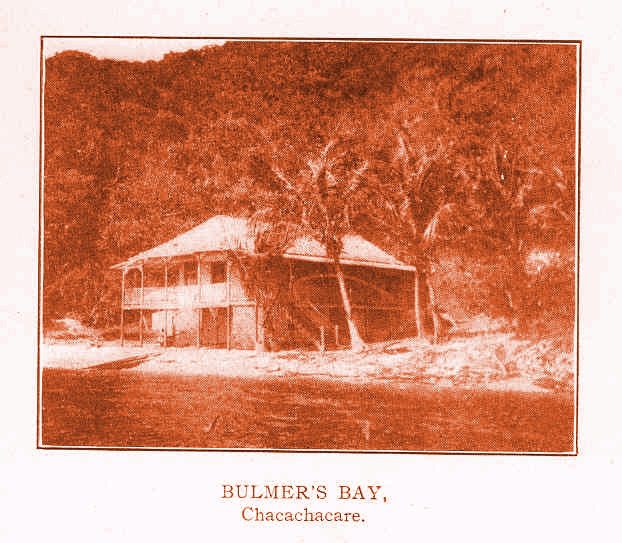
Ferienhaus auf Chacachacare, 1910
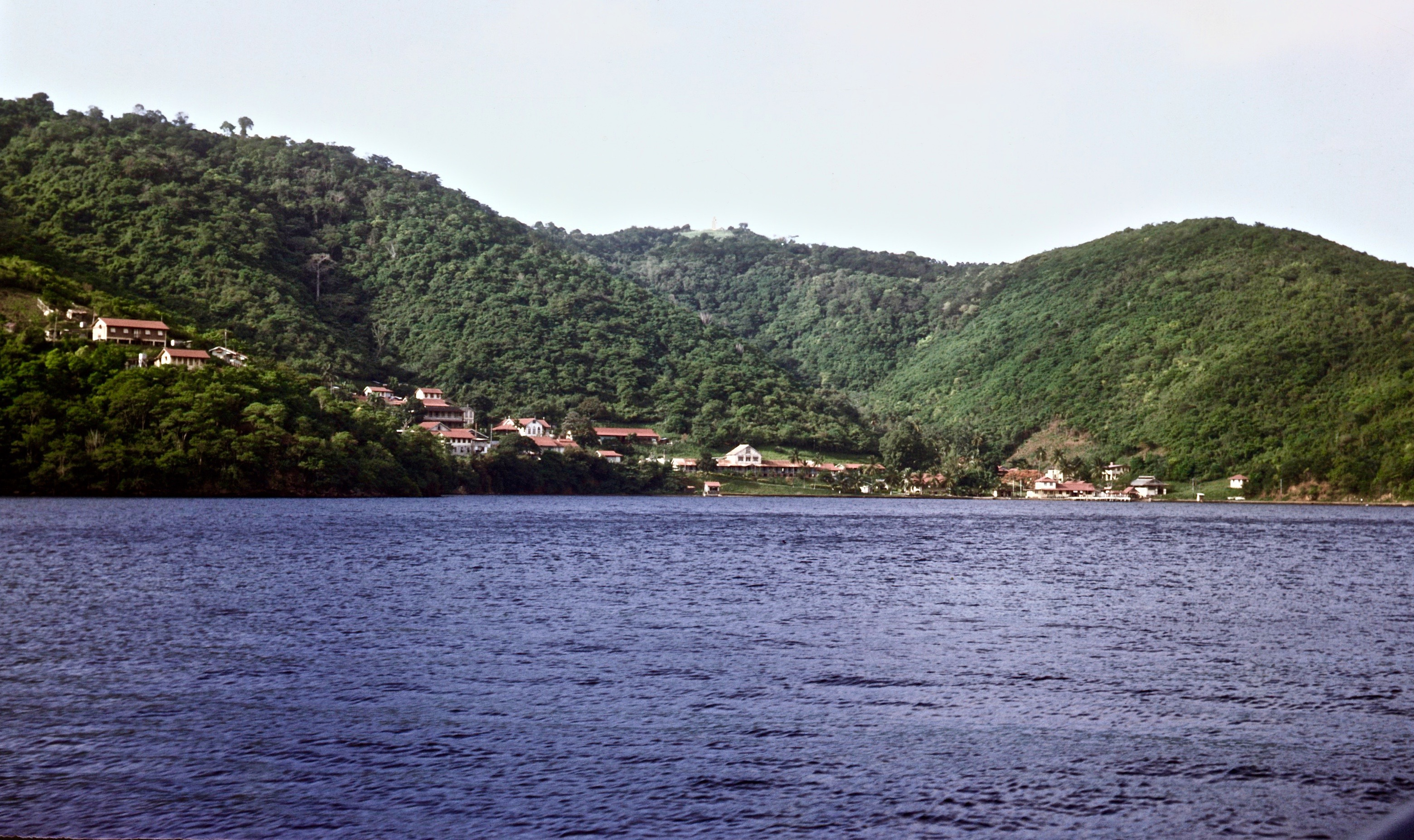
Die Leprakolonie, 1967